# Salamander (jogo eletrônico)
Salamander ( 沙羅曼蛇 = “Saramanda” = “A Grande Serpente da Areia”) é um jogo de tiro espacial lançado pela Konami para o fliperama, e que logo ganhou uma versão para o videogame Famicom. Nos EUA, o título do jogo foi modificado para Life Force.
Life Force é um jogo de tiro espacial, parte do jogo Gradius, os dois lançados pela empresa japonesa Konami para os videogames Nintendo Entertainment System, Fliperama, MSX, Sharp X68000 e TurboGrafx-16. No Japão era conhecido como  沙羅曼蛇 = “Saramanda” = Salamander. O cartucho possuía 1 megabit de memória, e o jogo era composto de seis fases. A saber:
Nintendo Entertainment System
| Nº de fase | Descrição                        | Chefe de fase                                                              |
| ---------- | -------------------------------- | -------------------------------------------------------------------------- |
| Fase 1     | Interior do alien                | Brain Golem (golem de cérebro)                                             |
| Fase 2     | Caverna                          | Mini-chefe Factory Core e Chefe Cruiser Tetran (Big Core de quatro braços) |
| Fase 3     | Campo de fogo                    | Dragão                                                                     |
| Fase 4     | Interior do segundo alien        | Caveira                                                                    |
| Fase 5     | Interior do asteróide e pirâmide | Faraó                                                                      |
| Fase 6     | Nave Mãe com Moais.              | Serpente ”Salamander” e Zelos Force                                        |

Fliperama e outros
| Nº de fase | Descrição                  | Chefe de fase                  |
| ---------- | -------------------------- | ------------------------------ |
| Fase 1     | Interior do Alien          | Brain Golem (golem de cérebro) |
| Fase 2     | Campo de asteróide         | Tetran Comum                   |
| Fase 3     | Estrela                    | Dragão                         |
| Fase 4     | Caverna                    | Factory Core                   |
| Fase 5     | Segundo Campo de asteróide | Death (Big Core)               |
| Fase 6     | Nave Mãe com Moais         | Zelos Force                    |